# Cardamine depressa
Cardamine depressa är en korsblommig växtart som beskrevs av Joseph Dalton Hooker. Cardamine depressa ingår i släktet bräsmor, och familjen korsblommiga växter.

## Underarter
Arten delas in i följande underarter:
- C. d. depressa
- C. d. stellata